# Fellatio

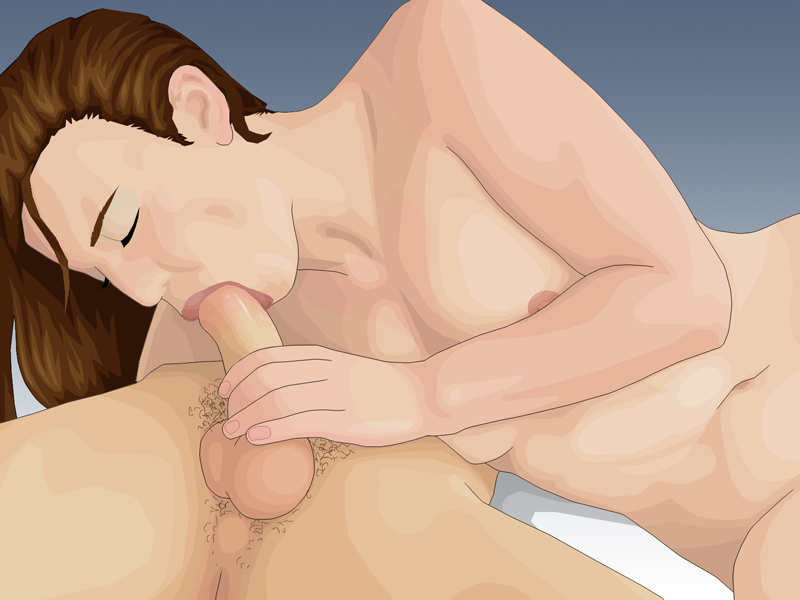
Fellatio door een vrouw bij een man

Fellatio (afgeleid van het Latijnse woord fellatus, voltooid tegenwoordige tijd van fellare, zuigen), in het normale taalgebruik meestal pijpen genoemd, is een orale seksuele handeling waarbij de penis seksueel gestimuleerd wordt met de mond, keel, tong of lippen.

## Varianten

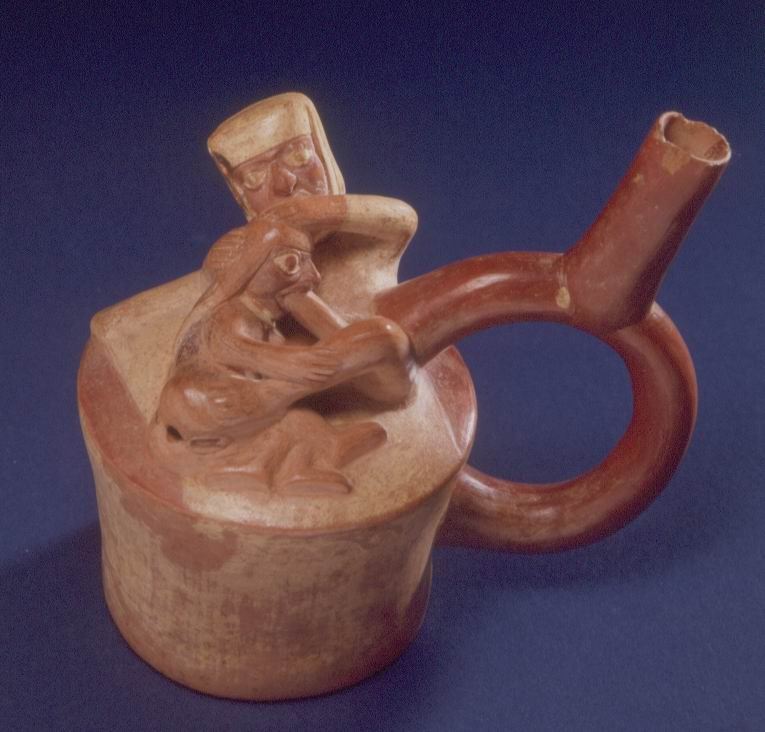
Moche-aardewerk

Fellatio kan een vorm van voorspel zijn, maar het kan ook tot een orgasme en ejaculatie leiden. Soms wordt de penis vlak voor de ejaculatie uit de mond gehaald.
De Amerikaanse auteur Gershon Legman maakt onderscheid tussen de begrippen fellatio en irrumatio.
Bij fellatio blijft de man (die gepijpt wordt) min of meer passief en ligt het initiatief bij de partner, terwijl bij irrumatio de man coïtusachtige bewegingen maakt en de partner min of meer passief blijft.
Een speciale vorm van fellatio is deepthroating. Hierbij neemt degene die fellatio uitvoert de volledige penis in de mond, waardoor deze ook gedeeltelijk in de keel terechtkomt. Dit vereist de onderdrukking van de braakneiging. Deepthroating is gepopulariseerd door de verschijning van de film Deep Throat waarin Linda Lovelace de handeling meerdere keren demonstreerde.
In veel pornografische publicaties wordt fellatio getoond. 

### Autofellatio
Lang niet alle mannen zijn lenig genoeg om zichzelf te pijpen – dat is eigenlijk een bijzondere vorm van masturbatie, die autofellatio genoemd wordt.

## Termen

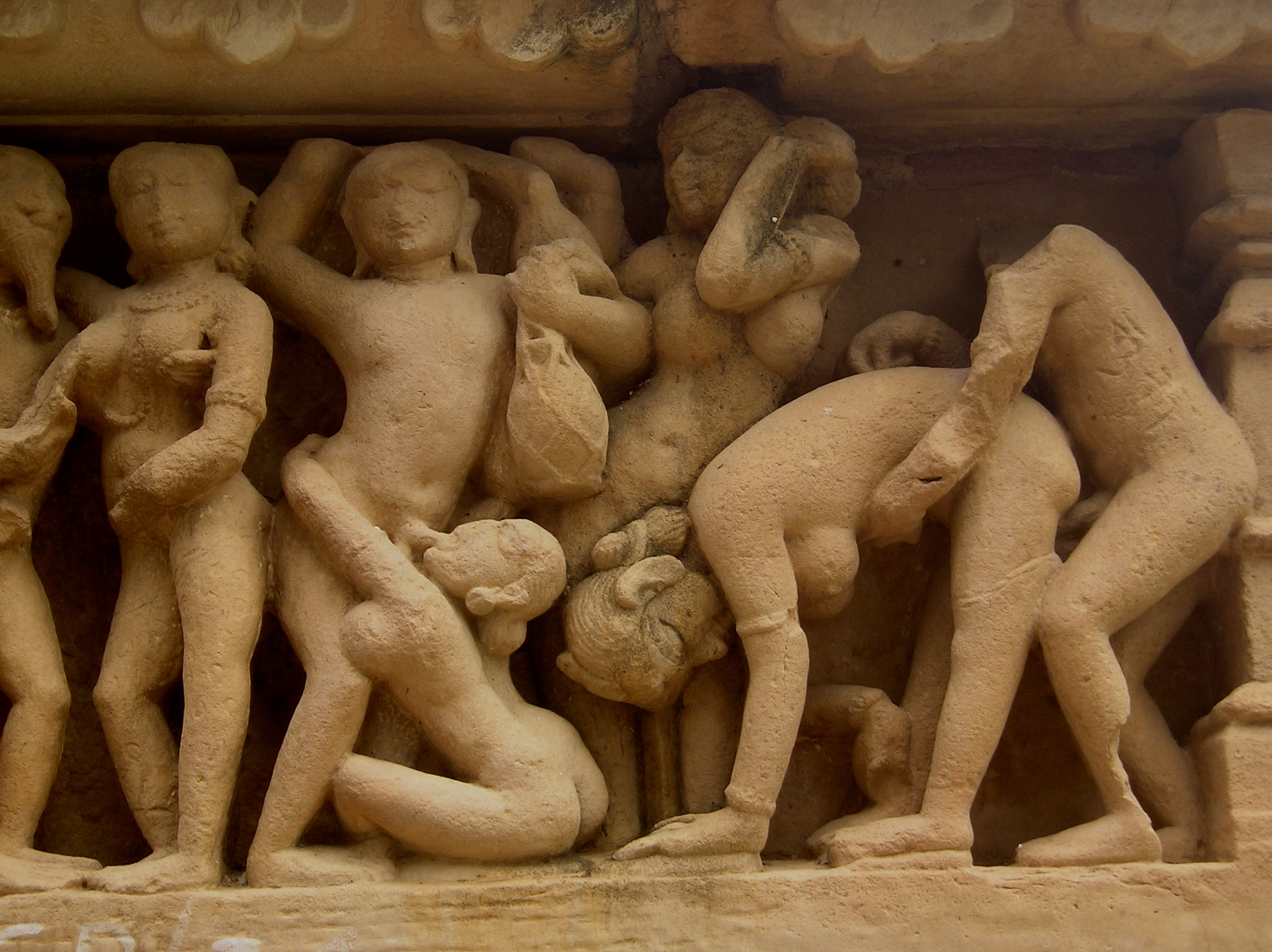
Afbeeldingen op de Lakshmanatempel in Khajuraho

Er zijn ook veel andere namen voor fellatio, waarvan pijpen of het Engelse blowjob wel de bekendste zijn.
Het is overigens opmerkelijk, dat het Engels (to blow), Duits (blasen) en wellicht ook het Nederlands (pijpen) – vergelijk 'tamboer- en pijperskorps' – suggereren dat er bij fellatio, merkwaardig genoeg, slechts 'geblazen' zou worden, terwijl het Frans (faire une pipe à) en het Italiaans (pompare) meer correct aan heen en weer bewegen doen denken. In het Spaans heet de handeling chupar (= zuigen/sabbelen) – hetzelfde werkwoord dat ook gebruikt wordt voor zuigen aan een pijp, een lolly en voor schielijk drinken.